# Victor Schütze
Victor Schütze (Kiel, 16 februari 1906 – Frankfurt am Main, 23 september 1950) was een Duitse U-bootkapitein (Kapitän-zur-See). Met zijn U-boot, de U 103, bracht hij in totaal 36 schepen tot zinken. Victor Schütze stond hiermee op de 5e plaats van de meest succesvolle U-bootkapiteins.

## Persoonlijke gegevens
Victor Schütze zijn carrière begon bij de Reichsmarine in april 1925. Hij diende een aantal jaren op torpedoboten voordat hij werd overgeplaatst in oktober 1935 naar de pas opgerichte U-bootdienst met de nieuwe U-boten. Bijna twee jaar had hij het commando over de type II U-boot U 19. In oktober 1937 werd hij terug overgeplaatst voor 10 maanden naar de torpedojagersopleidingsdienst, maar in augustus 1938 keerde hij terug naar de Unterseebooteflotte en kreeg de U 11 onder zijn bevel.
Schütze bereikte zijn eerste successen in de Noord-Atlantische Oceaan.
In januari en februari 1940 opereerde hij in de Golf van Biskaje en in de buurt van de Portugese kust met de U 25. In juli 1940 nam hij de U 103 over als bevelhebber en viel hiermee de konvooien in de Atlantische Oceaan en in de Afrikaanse wateren aan. In augustus 1941 verliet hij de U 103 en in dezelfde maand augustus werd Victor Schütze bevelhebber van het 2e Lorient Eskader.
Van maart 1943 tot het einde van de oorlog was hij FdU Ausbildungsflottillen (Commandant Opleiding Vloten) waar hij de verantwoordelijkheid voor de opleiding van alle diverse vloten in de Oostzee, in Flensburg-Kappeln op zich nam. Na de oorlog keerde hij uit geallieerde gevangenschap terug in maart 1946. Vier jaar later, op 23 september 1950, kwam Victor Schütze bij een verkeersongeval op 44-jarige leeftijd om het leven.

## Successen
- 35 schepen tot zinken gebracht voor een totaal van 180.073 brt
- 2 schepen beschadigd voor een totaal van 14.213 brt

## Militaire loopbaan
- Offiziersanwärter: 1 april 1925[1]
- Seekadett: 16 november 1925[1][2]
- Fähnrich zur See: 1 april 1927[1][2]
- Oberfähnrich zur See: 1 juni 1928[1][2]
- Leutnant zur See: 1 oktober 1929[1][2]
- Oberleutnant Zur See: 1 juli 1931[1][2]
- Kapitänleutnant: 1 oktober 1935[1][2]
- Korvettenkapitän: 1 februari 1940[1][2]
- Fregattenkapitän: 1 maart 1943[1][2]
- Kapitän zur See: 1 maart 1944[1][2]

## Decoraties
- Ridderkruis van het IJzeren Kruis op 21 februari 1940 als Korvettenkapitän en Commandant, "U 103"/ 2. Unterseebootsflottille/ Kriegsmarine[3][1][2][4]
- Ridderkruis van het IJzeren Kruis met Eikenloof (nr.23)[4] op 14 juli 1941 als Korvettenkapitän en Commandant, "U 103"/ 2. Unterseebootsflottille/ Kriegsmarine[3][1][2][4]
- IJzeren Kruis 1939, 1e Klasse (21 februari 1940)[5][1][2][4]en 2e Klasse (13 november 1939)[5][1][2][4]
- Kruis voor Oorlogsverdienste, 1e Klasse (1 september 1944)[5][1]en 2e Klasse (30 januari 1944)[5][1]met Zwaarden
- Kruis voor Oorlogsverdienste (Italië) met Zwaarden op 1 november 1941[5][1][4]
- Marine Verdienstkruis in het Wit op 21 augustus 1939[5][1][4]
- Onderzeebootoorlogsinsigne 1939 met Briljanten op 15 juli 1941[4]
- Hij werd viermaal genoemd in het Wehrmachtsbericht. Dat gebeurde op:
- 4 december 1940[1][4][6]
- 10 december 1940[1][4][7]
- 27 mei 1941[1][4][8]
- 13 juli 1941[1][4][9]

## U-bootcommando's
- U 19: 16 januari 1936 - 30 september 1937 (Geen patrouilles)
- U 11: 13 augustus 1938 - 4 september 1939 (Geen patrouilles)
- U 25: 5 september 1939 - 19 mei 1940 (3 patrouilles - samen 105 dagen)
- U 103: 5 juli 1940 - 12 augustus 1941 (4 patrouilles - samen 201 dagen)
- FdU Ausbildungsflottillen (Com. Opleiding Vloten): maart 1943 - mei 1945